# Патара-Хурвалети
Патара-Хурвалети (груз. პატარა ხურვალეთი) — село в Грузии, на территории Горийского муниципалитета края (мхаре) Шида-Картли.

## География
Село находится в центральной части Грузии, в пределах Тирифонской равнины, на расстоянии приблизительно 16 километров (по прямой) к северо-востоку от города Гори, административного центра муниципалитета. Абсолютная высота — 790 метров над уровнем моря.

## Население
По результатам официальной переписи населения 2014 года в Патара-Хурвалети проживало 414 человек (214 мужчин и 200 женщин). В национальной структуре населения грузины составляли 91,5 %, осетины — 8,5 %.
| Год  | Население, человек |
| ---- | ------------------ |
| 2002 | 199                |
| 2014 | ↗ 414              |